# Wuzhou
Wuzhou (Cinese semplificato: 梧州; pinyin; Wúzhōu;zhuang：Vuzcou) è una città-prefettura nella Regione autonoma cinese del Guangxi.

## Geografia e clima
Wuzhou si trova nella parte orientale del Regione Autonoma di Guangxi Zhuang ai confini con la provincia del Guangdong. È posta alla confluenza di due fiumi: il fiume Gui e il fiume Xun. Questi due fiumi unendosi formano il fiume Xi Jiang; l'85% di tutta l'acqua del Guangxi scorre attraverso Wuzhou. La sua area è di 12,588 km².
Wuzhou è una zona tropicale/subtropicale e monsonale. Il Tropico del Cancro biseca la città. La temperatura media annua è di 21,1 °C e le precipitazioni sono di 1500 mm. Ci sono 1915 ore di sole all'anno.

## Amministrazione
Wuzhou ha 1 città, 3 contee e 3 distretti.
Città:
- Cenxi (岑溪市)

Distretti:
- Wangxiu (万秀区)
- Dieshan (蝶山区)
- Changzhou (长洲区)

Contee:
- Cangwu (苍梧县)
- Tengxian (藤县)
- Mengshan (蒙山县)

## Società

### Evoluzione demografica
La popolazione di Wuzhou nel 2004 era pari a 2 870 000 abitanti. Il gruppo etnico prevalente è quello degli Han, ma sono anche presenti Zhuang, Yao, Hakka e altri. Wuzhou è appartenuta tradizionalmente alla regione culturale e linguistica cantonese, quindi la maggior parte della gente parla il Wuzhou o il dialetto cantonese così come il cinese.

## Economia
Tra i prodotti agricoli coltivati nella zona di Wuzhou sono i datteri da miele di Wuzhou (梧州蜜枣).

## Infrastrutture e trasporti
Dall'aeroporto di Wuzhou partono voli per Guangzhou, Hong Kong, Macao, e Haikou. Le quattro piste dell'aeroporto sono abbastanza grandi da ospitare Boeing 737.